# Droit paluan
Le droit paluan est le droit appliqué aux Palaos depuis leur indépendance des États-Unis le 1er janvier 1994.

## Sources du droit

### Constitution
L'article 2, section 1 de la Constitution dispose que cette dernière est la loi suprême des Palaos. La section 2 de ce même article dispose, en conséquence, que les lois, actes du gouvernement, ou traité auquel le gouvernement est parti doivent être conforme à la Constitution.

### Lois
La loi et le droit coutumier doivent avoir la même autorité. Cependant, en cas de conflit entre la loi et le droit coutumier, la loi doit prévaloir dans la mesure où elle n'est pas contraire aux principes mis en avant par le droit coutumier.

### Coutumes et traditions
Les coutumes et traditions sont sauvegardés à l’article 5 de la Constitution. Le rôle des chefs traditionnels est ainsi reconnu dès lors que leurs actions n’est pas contraire à la Constitution.

## Sources

## Compléments